# Aristolochia peruviana
Aristolochia peruviana O.C.Schmidt – gatunek rośliny z rodziny kokornakowatych (Aristolochiaceae Juss.). Występuje endemicznie w Peru.

## Morfologia
PokrójBylina pnąca o owłosionych pędach.
LiścieMają owalny kształt. Mają 8–17 cm długości oraz 6–11,5 cm szerokości. Nasada liścia ma sercowaty kształt. Z ostrym wierzchołkiem. Ogonek liściowy jest owłosiony i ma długość 3–5 cm.
KwiatyZebrane są po 6–10 w kwiatostanach o długości 6 cm.